# Алиханаул
Алиханаул — покинутый аул в Чеберлоевском районе Чеченской Республики.

## География
Аул расположен к юго-востоку от районного центра Шаро-Аргун.
Ближайшие населённые пункты: на северо-западе — село Ари-Аул, на северо-востоке — бывшие аулы Джелошка и Чарахаул, на юго-западе — бывший аул Цикарой и село Буни, на юго-востоке — бывшие аулы Обузалаул и село Кулинхой.